# Блейк Дженнер
Блейк Дженнер (англ. Blake Jenner; нар. 27 серпня 1992, Маямі, Флорида, США) — американський актор, співак.

## Біографія
Народився та виріс в Маямі, США. Його мати походить з Куби. У Блейка є брат. У середній школі приєднався до програми з акторської майстерності під керівництвом Сьюзен Раян. У восьмому класі виграв приз за найкраще виконання монологу.

## Кар'єра
Після переїзду до Каліфорнії працював продавцем у магазинах, офіціантом та ходив на прослуховування. У 2010 розпочав кар'єру актора. Першою роботою стала роль в короткометражному фільмі. У 2011 вийшла стрічка жахів «Кузина Сара», одна із ролей дісталась Блейку. У 2012 брав участь в проекті «Хор» телеканалу FOX. З того часу почав зніматися у серіалі «Хор». За роль у якому номінувався на Teen Choice Awards та отримав перемогу в одній із номінацій. У 2016 з'явився на телебаченні в кількох епізодах «Супердівчини». А також вийшли драмедія «Майже сімнадцять», актор виконав роль старшого брата Надін (Гейлі Стайнфельд) та фільм Річарда Лінклейтера «Кожному своє», Дженнер зіграв головну чоловічу роль. У стрічці 2017 «Сідні Голл» Блейк виконав роль другого плану Бретта.

## Особисте життя
Більше року був одружений з Меліссою Бенойст, яка у грудні 2016 подала на розлучення.

## Фільмографія

### Фільми
| Рік  | Назва                   | Оригінальна назва            | Роль            | Примітки |
| ---- | ----------------------- | ---------------------------- | --------------- | -------- |
| 2011 | «Кузина Сара»           | Cousin Sarah                 | Бретт Маркс     |          |
| 2016 | «Кожному своє»          | Everybody Wants Some!!       | Джейк           |          |
| 2016 | «Майже сімнадцять»      | The Edge of Seventeen        | Доріан Франклін |          |
| 2016 | «Всередині»             | Within                       | Томмі           |          |
| 2017 | «Зникнення Сідні Холла» | The Vanishing of Sidney Hall | Бретт           |          |
| 2017 |                         | Billy Boy                    | Біллі           |          |
| 2018 |                         | American Animals             | Чес Аллен       |          |

### Серіали
| Рік       | Назва              | Оригінальна назва | Роль           | Примітки    |
| --------- | ------------------ | ----------------- | -------------- | ----------- |
| 2011      | «Мелісса та Джоуі» | Melissa & Joey    | Міллер Коллінз | 1 епізод    |
| 2012–2015 | «Хор»              | Glee              | Райдер Лінн    | 39 епізодів |
| 2016      | «Супердівчина»     | Supergirl         | Адам Фостер    | 2 епізоди   |